# STEPPIN'NEW
『STEPPIN'NEW』は、TOKYO FMのラジオ番組。
月曜〜木曜16時〜19時、サテライトスタジオの「渋谷スペイン坂スタジオ」で生放送。
パーソナリティ：鈴木万由香
番組の内容はサウンド・オブ・サンセットの放送をベースにしながら、東京の様々なニュースを織り交ぜて放送。